# 창녕 경모당
창녕 경모당(昌寧 敬慕堂)은 대한민국 경상남도 창녕군 유어면 진창리에 있는, 공민왕의 부인인 노국공주를 모셨던 청주 양씨 시조, 양기 선생의 영정을 모신 사당이다.
1983년 7월 20일 경상남도의 문화재자료 제70호 경모당으로 지정되었다가, 2018년 12월 20일 현재의 명칭으로 변경되었다.

## 개요
공민왕의 부인인 노국공주를 모셨던 청주 양씨 시조, 양기 선생의 영정을 모신 사당이다.
이 지방에는 관청을 제외하고는 둥근기둥을 사용하지 않았는데, 사당에 둥근기둥을 사용한 점이 주목할 만하며, 약 200여년 전에 세운 건물로 보인다.

## 참고 문헌
- 창녕 경모당 - 국가유산청 국가유산포털